# 聖里塔 (拉喬雷拉區)
聖里塔（西班牙語：Santa Rita），是巴拿馬的城鎮，位於該國中東部，由西巴拿馬省的拉喬雷拉區負責管轄，面積33.7平方公里，海拔高度94米，2010年人口1,848，人口密度每平方公里54.8人。